# Abdel Moneim El Shahat
Abdel Moneim El Shahat (árabe: عبد المنعم الشحات) (nacido 1970 en Alejandría) es el portavoz oficial del grupo salafista egipcio al-Da'wa al-Salafiya "La Predicación Salafí", un predicador religioso y político. Ingeniero de profesión, El Shahat se ha vuelto una cara habitual en debates de televisión desde la Revolución egipcia en 2011. Sus opiniones sobre el turismo, los monumentos, y la literatura causaron gran polémica en Egipto, mostrándose partidario de la censura en los medios de comunicación.  El Shahat acusó al premio nobel de literatura Naguib Mahfouz de incitar en sus novelas a la prostitución y el ateísmo. 
El Shahat y su grupo apoyaron el Golpe de Estado en Egipto de 2013 que derrocó el primer presidente elegido en elecciones en la historia del país, Mohamed Morsi